# Gare de Goxwiller
La gare de Goxwiller est une gare ferroviaire française de la ligne de Sélestat à Saverne  située sur le territoire de la commune de Goxwiller dans le département du Bas-Rhin en région Grand Est.
Elle est mise en service en 1864 par la Compagnie des chemins de fer de l'Est. 
C'est une halte voyageurs de la Société nationale des chemins de fer français (SNCF) du réseau TER Grand Est, desservie par des trains express régionaux.

## Situation ferroviaire
Établie à 175 mètres d'altitude, la gare de Goxwiller est située au point kilométrique (PK) 21,351 de la ligne de Sélestat à Saverne entre les gares de Gertwiller et d'Obernai.
La ligne est à voie unique dans sa traversée de la commune et de la gare.

## Histoire
La station de Goxwiller est mise en service le 28 septembre 1864 par la Compagnie des chemins de fer de l'Est lorsqu'elle ouvre à l'exploitation le chemin de fer vicinal n°1 bis de Strasbourg à Barr.
Le bâtiment voyageurs, encore visible dans les années 1970, appartenait à un plan type standard de la Compagnie de l'Est avec un bâtiment d'un étage doté de trois ouvertures. La Direction des chemins de fer d'Alsace-Lorraine le modifie en ajoutant une puis plusieurs fenêtres et une aile en bois servant de halle à marchandises.

## Fréquentation
De 2015 à 2024, selon les estimations de la SNCF, la fréquentation annuelle de la gare s'élève aux nombres indiqués dans le tableau ci-dessous.
| Année     | 2015   | 2016   | 2017   | 2018   | 2019   | 2020   | 2021   | 2022   | 2023   | 2024   |
| --------- | ------ | ------ | ------ | ------ | ------ | ------ | ------ | ------ | ------ | ------ |
| Voyageurs | 30 676 | 32 784 | 33 214 | 30 005 | 28 766 | 19 059 | 22 316 | 26 170 | 30 767 | 35 806 |

## Service des voyageurs

### Accueil
Halte SNCF, c'est un point d'arrêt non géré (PANG) à accès libre. Elle est équipée d'automates pour l'achat de titres de transport

### Desserte
Goxwiller est une halte voyageurs SNCF du réseau TER Grand Est desservie par des trains express régionaux de la relation Strasbourg - Obernai - Barr - Sélestat.

### Intermodalité
Un parc pour les vélos et un parking pour les véhicules y sont aménagés.